# Gymnangium longirostre
Gymnangium longirostre är en nässeldjursart som först beskrevs av Gustav Heinrich Kirchenpauer 1872.  Gymnangium longirostre ingår i släktet Gymnangium och familjen Aglaopheniidae. Inga underarter finns listade i Catalogue of Life.